# Björn Granath (basketspelare)
Björn Olof Imants Granath, född 15 januari 1966, är en tidigare svensk basketspelare. 
Granath började sin idrottsbana som ungdomsspelare i Södertälje med SBBK Flies 2, därefter spel med Blackeberg Basket ,  och därpå fortsatt idrottande med Norrköpings Ungdoms Basket Förening.  Granath spelade säsongerna 1983-1986 i elitserielaget Hageby Basket från Norrköping och var delaktig när Hageby Basket nådde SM-final (silvermedalj) mot Solna IF 1985. I en av SM-finalerna mot Solna gjorde Granath 14 poäng och tog 8 returer. Under övriga av dessa år (1983-86) nådde Hageby Basket SM-semifinalspel mot dels Södertälje BBK.
Granath var även landslagsman för Sverige i dåvarande ungdomslandslaget (PA) som resulterade i 10:e plats i EM-slutspelet 1983 https://archive.fiba.com/pages/eng/fa/team/p/sid/2304/tid/307/_/1983_European_Championship_for_Cadets_Final_Round/search.html i Västtyskland. Individuellt var Björn Granath den tredje bästa poängplockaren, och tog flest returer, av samtliga spelare i EM-slutspelet 1983 .Granath var lagkapten för Sverige i EM-slutspelet för Herrar Juniorer 1984, resulterade i en 12:e placering, ett EM https://archive.fiba.com/pages/eng/fa/event/p/sid/2339/_/1984_European_Championship_for_Junior_Men/index.html som spelades i Sverige. Vann Nordiska Mästerskapen för juniorer, med Sverige 1985. Avslutade sin basketkarriär 2004 som spelande tränare för Järfälla Baskets herrlag i dåvarande division 2.
Björn Granath har enligt Svenska Basketbollförbundet varit Sveriges 19:e bästa poängplockare (snittpoäng) historiskt http://iof1.idrottonline.se/SvenskaBasketbollforbundet/Landslag/Statistikrekord/?league_id=4079#mbt:11-4100$f&gender=m&inactive=1&season-type=all